# SAA2
SAA2‏ (Serum amyloid A2) هوَ بروتين يُشَفر بواسطة جين SAA2 في الإنسان.